# ارواح قبل از صبحانه
ارواح قبل از صبحانه (آلمانی: Vormittagsspuk) که با نام شبح صبحگاهی هم شناخته می‌شود، یک فیلم کوتاه انیمیشن در سبک دادائیسم به کارگردانی هانس ریشتر است که در سال ۱۹۲۸ منتشر شد.

## بازیگران
- داریوس میو
- مادلن میو
- هانس ریشتر
- پل هیندمیت
- ورنر گرف
- ژان اوزر
- والتر گرونوستای